# Loúka Katséli
Loúka Katséli (en grec moderne : Λούκα Κατσέλη), née le 20 avril 1952 à Athènes, est une femme politique grecque ayant appartenu au Mouvement socialiste panhellénique (PASOK).
Économiste formée aux États-Unis, elle est membre du PASOK entre 1976 et 2011. En 2007, elle est élue députée au Parlement, puis devient ministre de l'Économie deux ans plus tard. En 2010, elle est nommée ministre du Travail, un poste qu'elle quitte en 2011.
Elle fonde en 2012 un parti opposé à l'austérité, dénommé Accord social (KOSY), qui essuie un cuisant revers électoral peu après son lancement. Elle se retire alors de la politique, et préside entre 2015 et 2018 le conseil d'administration de la banque Ethnikí Trápeza.
En 2025, elle est choisie comme candidate à la présidence de la République par le parti SYRIZA.

## Biographie

### Formation et vie professionnelle
Fille des artistes Aléka et Pélos Katsélis, Loúka Katséli naît le 20 avril 1952 à Athènes, capitale du royaume de Grèce.
Elle suit des études d'économie aux États-Unis. Elle obtient son baccalauréat universitaire ès lettres (BA) au Smith College en 1972, puis un doctorat à Princeton six ans plus tard.
Elle travaille comme professeure assistante à l'université Yale entre 1977 et 1985, puis elle est professeure invitée de l'université de Londres en 1986. À partir de 1987, elle enseigne l'économie en Grèce, d'abord à l'université d’économie d’Athènes (1987) puis à l'université nationale capodistrienne d'Athènes.
Elle assume entre 2015 et 2018 la présidence du conseil d'administration de Ethnikí Trápeza, la plus ancienne banque de Grèce.

### Vie politique
Elle adhère en 1976 au Mouvement socialiste panhellénique (PASOK), fondé deux ans plus tôt par Andréas Papandréou. Entre 1993 et 1996, elle fait partie de ses conseillers.
À l'occasion des élections législatives anticipées du 19 septembre 2007, elle est élue à 55 ans députée de la deuxième circonscription d'Athènes au Parlement. Elle est réélue une deuxième et dernière fois aux élections anticipées du 4 octobre 2009.

### Ministre
Trois jours plus tard, Loúka Katséli est choisie par le nouveau Premier ministre Giórgos Papandréou pour prendre la tête d'un grand ministère économique et devient ainsi ministre de l'Économie, de la Compétitivité et de la Marine.
Contestée, elle est remplacée lors du remaniement du 7 septembre 2010 par Michális Chryssohoïdis et remplace alors Andréas Lovérdos comme ministre du Travail et de la Sécurité sociale.

### Expulsion du PASOK
Elle quitte le gouvernement à l'occasion du remaniement du 17 juin 2011, puis est exclue trois mois plus tard du PASOK pour avoir voté contre les nouvelles mesures d'austérité budgétaire. Elle siège alors parmi les non-inscrits.
Le 14 mars 2012, elle annonce la fondation avec l'ancien ministre socialiste Háris Kastanídis — exclu comme elle du PASOK — d'un nouveau parti, dénommé « Accord social » (KOSY). Aux élections législatives anticipées du 6 mai 2012, le KOSY recueille seulement 0,9 % des voix, loin du seuil de représentation des 3 %. Elle choisit ensuite de soutenir le parti de gauche radicale SYRIZA.

### Candidate à la présidence de la République
Le 13 janvier 2025, SYRIZA propose la candidature de Loúka Katséli à l'élection présidentielle. Le chef du parti de gauche radicale, Sokrátis Fámellos, défend ce choix politique en louant « [l']ethos », les « valeurs démocratiques » ainsi que « l'expérience internationale » de l'ancienne ministre socialiste. Le soir même, cette dernière dit accepter de briguer la magistrature suprême « avec un profond sens des responsabilités ».

### Vie privée
Loúka Katséli est l'épouse de Gerasimos Arsenis (en), ancien ministre PASOK, avec qui elle a eu deux enfants : Dimitris et Amalia.